# 森特維爾 (加利福尼亞州比尤縣)
森特維爾（英語：Centerville）是位於美國加利福尼亞州比尤特縣的一個非建制地區。該地的面積和人口皆未知。

## 地理
森特維爾的座標為39°47′16″N 121°23′59″W / 39.78778°N 121.39972°W，而該地的平均海拔高度為201米（即659英尺）。